# Independence (Wisconsin)
Pour les articles homonymes, voir Independence.
Independence est une ville du comté de Trempealeau dans l’État du Wisconsin, aux États-Unis. Sa population s’élevait à 1 336 habitants lors du recensement de 2010.